# Manuel de Copons i d'Esquerrer
Manuel de Copons i d'Esquerrer (?, segle xvii - ?, segle xviii), monjo cambrer del monestir de Sant Esteve de Banyoles va ser nomenat el 119è president de la Generalitat de Catalunya (1707-1710) el 22 de juliol de 1707.
Nascut a Malmercat, fill de Jacint de Copons i de Gay, 5è senyor de Malmercat (oïdor del braç militar per la Vegueria de Lleida, sotsvegueria de Pallars) i de Magdalena Esquerrer. Els seus germans foren:
- Josep de Copons i d'Esquerrer (1683-1738) 6è senyor de Malmercat. Corts 1701 i 1705 (Marquès de Malmercat per Carles III d'Àustria el 5/7/1717), casat amb Isabel de Cordelles i Romanyer, pubilla de Felicià de Cordelles Marqués de Mura i patró del Col·legi Cordelles de Barcelona.
- Plàcid de Copons i d'Esquerrer, doctor en dret i oïdor de la Reial Audiència. Corts 1701 i 1705.

Els Copons de Malmercat participaren directament en la lluita contra els partidaris de Felip V. Després de l'11 de setembre foren represaliats.
Després de la batalla d'Almansa i la conquesta del Regne de València a finals del trienni anterior, els filipistes varen començar una conquesta sistemàtica del territori. A Catalunya en aquest trienni es produí el setge de Lleida, entre el 9 de setembre i el 10 de novembre de 1707, i de Tortosa.
Catalunya es va mantenir sota el règim de l'Arxiduc Carles en aquest període i cap al final es va produir la contraofensiva austracista que acaba amb la conquesta efímera de Madrid i la retirada definitiva dels austriacistes cap a Catalunya.
El 1718 seguia com a cambrer del Monestir de Banyoles i assistia com a síndic al Capítol General dels benedictins, segons reculls històrics.